# ジョルジ・アントニオ・プチナッチ
ジョルジーニョ（Jorginho）ことジョルジ・アントニオ・プチナッチ（Jorge Antônio Putinatti、1959年8月23日 - ）は、ブラジルサンパウロ州出身の元サッカー選手。ポジションはMF(攻撃的MF)だが、名古屋時代にはボランチとしても優れたプレーを見せた。

## 経歴
地元のマリーリアACでキャリアをスタートさせ、1979年にSEパルメイラスに移籍。パルメイラスではサポーター達のアイドルとなり、スピードとクレバーなプレーでチームのエースとして活躍 、通算で373試合に出場して95得点を挙げたが、結局パルメイラスではタイトルを獲得することは出来なかった。この間1983年にはブラジル代表にも選出され、同年のコパ・アメリカに参加した。1986年にはパルメイラスの一員として三浦知良、エドゥー・マンガらと共にキリンカップで優勝した。
1990-91シーズンから日本サッカーリーグ1部のトヨタ自動車サッカー部に移籍し、翌1991年のコニカカップ決勝の本田技研戦では2ゴールに絡む活躍で、チームの創設から52年にして初のタイトル獲得に貢献した。また1991-92シーズンには日本サッカーリーグ1部アシスト王を獲得した。
1992年にクラブが名古屋グランパスエイトへと変わった後も中心選手として在籍した。1993年、6月5日のガンバ大阪戦でJリーグ初得点を挙げた。正確なパスでのチャンスメーク、また守備でも深い位置まで戻り、1stステージ9位のチームにあって孤軍奮闘した。2ndステージ、11月6日の鹿島アントラーズ戦では決勝ゴールを決め、1stステージの王者からの勝利に貢献、11月13日の浦和レッズ戦ではJリーグで初の2ゴールを決めるなど、年間27試合で9ゴールを決めるなど、年間を通じて孤軍奮闘した一方で、ゲーリー・リネカーのアシスト役として、リネカーのプレーに合わせようと無理をし、持ち味を出せない時もあった。翌1994年は38試合で8ゴールと、2年連続で低迷するチームの中で奮闘、1993年、1994年と2度、Ｊリーグオールスターサッカーに先発出場、1994年大会では同点ゴールを決め、WESTの勝利に貢献した。1994年度シーズン限りで現役を引退した。

## プレースタイル
ボディーバランスに優れ、長短の優れたパス供給するチャンスメーカーで、名古屋では低迷するチームの中で、指揮官の様な役割を果たして孤軍奮闘した。

## 所属クラブ
- 1976年-1979年  マリーリアAC
- 1979年-1987年  SEパルメイラス
- 1988年  SCコリンチャンス・パウリスタ
- 1989年  グレミオFBPA
- 1989年  グアラニFC
- 1989年  サントスFC
- 1990年  ECキンゼ・デ・ピラシカーバ
- 1990年-1994年  トヨタ/名古屋グランパス

## 個人成績
| 国内大会個人成績 | 国内大会個人成績 | 国内大会個人成績 | 国内大会個人成績 | 国内大会個人成績 | 国内大会個人成績 | 国内大会個人成績 | 国内大会個人成績 | 国内大会個人成績 | 国内大会個人成績 | 国内大会個人成績 | 国内大会個人成績 |
| 年度             | クラブ           | 背番号           | リーグ           | リーグ戦         | リーグ戦         | リーグ杯         | リーグ杯         | オープン杯       | オープン杯       | 期間通算         | 期間通算         |
| 年度             | クラブ           | 背番号           | リーグ           | 出場             | 得点             | 出場             | 得点             | 出場             | 得点             | 出場             | 得点             |
| 日本             | 日本             | 日本             | 日本             | リーグ戦         | リーグ戦         | JSL杯/ナビスコ杯 | JSL杯/ナビスコ杯 | 天皇杯           | 天皇杯           | 期間通算         | 期間通算         |
| ---------------- | ---------------- | ---------------- | ---------------- | ---------------- | ---------------- | ---------------- | ---------------- | ---------------- | ---------------- | ---------------- | ---------------- |
| 1990-91          | トヨタ           | 9                | JSL1部           | 22               | 8                | 0                | 0                |                  |                  |                  |                  |
| 1991-92          | トヨタ           | 9                | JSL1部           | 20               | 5                | 1                | 0                |                  |                  |                  |                  |
| 1992             | 名古屋           | -                | J                | -                | -                | 8                | 1                | 1                | 0                | 9                | 1                |
| 1993             | 名古屋           | -                | J                | 27               | 9                | 1                | 0                | 3                | 1                | 31               | 10               |
| 1994             | 名古屋           | -                | J                | 38               | 8                | 1                | 0                | 2                | 0                | 41               | 8                |
| 通算             | 日本             | 日本             | J                | 65               | 17               | 10               | 1                | 6                | 1                | 81               | 19               |
| 通算             | 日本             | 日本             | JSL1部           | 42               | 13               | 1                | 0                |                  |                  |                  |                  |
| 総通算           | 総通算           | 総通算           | 総通算           | 107              | 30               | 11               | 1                |                  |                  |                  |                  |

その他の公式戦
- 1990年
  - コニカカップ 3試合1得点
- 1991年
  - コニカカップ 6試合1得点
- 1992年
  - ゼロックス・チャンピオンズ・カップ 2試合0得点

その他
- Jリーグオールスターサッカー出場 : 2回 (1993, 1994)

## 代表歴
- オリンピックブラジル代表
- ブラジル代表

### 試合数
- 国際Aマッチ 16試合 2得点（1983年-1985年）[13]

| ブラジル代表 | 国際Aマッチ | 国際Aマッチ |
| 年           | 出場        | 得点        |
| ------------ | ----------- | ----------- |
| 1983         | 12          | 2           |
| 1984         | 0           | 0           |
| 1985         | 4           | 0           |
| 通算         | 16          | 2           |

## ビデオ/レーザーディスク
- 名古屋グランパス　エキサイティング・サッカーテクニック ACT3 パス・プレー ジョルジーニョ MF リットーミュージック